# Critiche al marxismo
Le critiche al marxismo sono le tesi e teorie opposte e alternative al marxismo secondo le quali le teorie e tesi marxiste sono ideologicamente e teoricamente sbagliate quindi ogni tentativo di metterle in pratica risulta un fallimento economico e sociale in ogni nazione. Quando le critiche al pensiero e alla prassi marxiste diventano sistematica opposizione al marxismo in quanto pensiero ed azione si può parlare, analogamente all'anticomunismo più prettamente politico, di antimarxismo.

## Teoria soggettiva del valore di marginalisti e neoclassici
Poco dopo l'uscita del primo libro de Il capitale, a partire dai contributi indipendenti di William Stanley Jevons, Carl Menger e Léon Walras, la teoria del valore-lavoro degli economisti classici, che aveva costituito la base della teoria economica di Marx, venne progressivamente sostituita dalla teoria soggettiva del valore, che riposa sul concetto di utilità marginale.
Secondo tale teoria, che è stata il perno del marginalismo e rimane, sebbene con alcuni aggiustamenti, il nucleo centrale dell'economia neoclassica tutt'oggi dominante, il fondamento del valore non va ricercato nella quantità di lavoro socialmente necessario alla produzione dei beni, ma nell'incremento all'utilità individuale che l'incremento del consumo di questi può apportare al margine. Il prezzo dei beni deriva dalla valutazione soggettiva dei consumatori circa l'utilità relativa degli stessi rapportata alla loro scarsità relativa. Infatti, data la generale assunzione di utilità marginale decrescente, cioè di una diminuzione dell'incremento dell'utilità individuale generato da un incremento di un'unità nel consumo al crescere del livello assoluto di consumo, il valore dei beni viene determinato dal rapporto tra bisogni individuali e disponibilità complessive dei beni (e nella versione mengeriana, che apre la strada alla scuola austriaca dell'economia, il valore è ricondotto in particolare al puro giudizio soggettivo dei singoli, ben al di là di ogni pretesa di definire bisogni e disponibilità complessivi).
Così, ad esempio, riprendendo il celebre paradosso dell'acqua e del diamante contenuto ne La ricchezza delle nazioni (1776) di Adam Smith, per i marginalisti il motivo per cui il valore dei diamanti è immensamente maggiore di quello dell'acqua è che, date le disponibilità relative di acqua e diamanti, l'utilità che apporterebbe un diamante in più sarebbe molto maggiore di quella di un bicchiere d'acqua in più. Se un uomo si trovasse in un deserto, per il primo bicchiere d'acqua sarebbe disposto a pagare sicuramente molto più che per un diamante, ma non è questa la situazione normale delle persone. I marginalisti dimostrano che in equilibrio i prezzi dei beni devono essere tali da garantire l'uguaglianza delle loro utilità marginali ponderate, cioè del rapporto tra utilità marginale e prezzo del bene.
Data anche l'alta formalizzazione matematica che permettevano, queste teorie divennero presto quelle dominanti, con esiti dirompenti per la teoria marxiana. Cade la teoria del plusvalore: non essendo più il lavoro considerato la fonte del valore, il profitto non può derivare dal plusvalore, per il semplice fatto che non esiste alcun plusvalore, cioè valore che il lavoro attribuisce alla merce, ma che il lavoratore non percepisce. Cade anche la legge della caduta tendenziale del saggio di profitto: all'aumento della meccanizzazione, con relativo aumento del rapporto tra capitale costante e monte salari, non fa seguito alcuna diminuzione del profitto realizzabile, perché non è la quantità di "lavoro vivo" impiegata nel sistema a determinare il profitto realizzabile.
I marxisti solitamente ribattono alle antitesi sovraesposte dicendo che Marx rispose già in passato a queste critiche. Infatti nel 1865 nello scritto Salario, Prezzo e Profitto il filosofo di Treviri scrive
«La prima domanda che dobbiamo porci è la seguente: - Che cos'è il valore di una merce? Come viene esso determinato? A prima vista parrebbe che il valore di una merce sia una cosa del tutto relativa, e che non si può fissarlo senza considerare una merce nei suoi rapporti con tutte le altre merci. In realtà, quando parliamo del valore, del valore di scambio di una merce, intendiamo le quantità relative nelle quali essa può venire scambiata con tutte le altre merci. Ma allora sorge la questione: come sono regolati i rapporti secondo i quali le merci vengono scambiate tra di loro? [...] Quale è la sostanza sociale comune a tutte le merci? È il lavoro. Per produrre una merce bisogna impiegarvi o incorporarvi una quantità determinata di lavoro, e non dico soltanto di lavoro, ma di lavoro sociale. L'uomo che produce un oggetto per il suo proprio uso immediato, per consumarlo egli stesso, produce un prodotto, ma non una merce. Come produttore che provvede a se stesso, egli non ha niente che fare con la società. Ma per produrre una merce egli non deve soltanto produrre un articolo che soddisfi un qualsiasi bisogno sociale, ma il suo lavoro stesso deve essere una parte della somma totale di lavoro impiegato dalla società. Esso deve essere subordinato alla divisione del lavoro nel seno della società. Esso non è niente senza gli altri settori del lavoro e li deve, a sua volta, integrare.»
«Commettereste un grave errore se affermaste che il valore del lavoro o di qualsiasi altra merce è determinato, in ultima analisi, dall'offerta e dalla domanda. La domanda e l'offerta non regolano altro che le oscillazioni temporanee dei prezzi sul mercato. Esse vi spiegheranno perché il prezzo di mercato di una merce sale al di sopra o cade al di sotto del suo valore, ma non vi possono mai spiegare questo valore. Supponiamo che la domanda e l'offerta si facciano equilibrio o, come dicono gli economisti, si coprano reciprocamente. Nel momento stesso in cui queste forze contrapposte sono ugualmente forti, esse si elidono reciprocamente e cessano di agire in una direzione o nell'altra. Nel momento in cui domanda e offerta si fanno equilibrio e perciò cessano di agire, il prezzo di mercato di una merce coincide con il suo valore reale, con il prezzo normale, attorno al quale oscillano i suoi prezzi di mercato. Se indaghiamo la natura di questo valore, non abbiamo niente a che fare con gli effetti temporanei della domanda e dell'offerta sui prezzi di mercato. Lo stesso vale per i salari e per i prezzi di tutte le altre merci.»
Ed infine
«Potrebbe sembrare che, se il valore di una merce viene determinato dalla quantità di lavoro impiegata per la produzione di essa, ne derivi che, quanto più un operaio è pigro e maldestro, tanto maggior valore abbiano le merci da lui prodotte, dato che il tempo di lavoro necessario per la produzione di esse è in tal caso più lungo. Questo sarebbe però un ben triste malinteso. Ricorderete che ho usato l'espressione "lavoro sociale", e questo qualificativo "sociale" contiene molte cose. Quando diciamo che il valore di una merce è determinato dalla quantità di lavoro in essa incorporata o cristallizzata, intendiamo la quantità di lavoro necessaria per la sua produzione in un determinato stato sociale, in determinate condizioni sociali medie di produzione, con una determinata intensità media sociale e una determinata abilità media del lavoro impiegato.»

## Idealismo di Gentile
Per l'idealista Giovanni Gentile, il marxismo è un'errata filosofia della storia derivata da Hegel, costruita sostituendo la Materia - la struttura economica - allo Spirito. Per Hegel lo Spirito è l'essenza di tutta la realtà che comprende la materia come momento del suo sviluppo. Avendo scambiato il relativo con l'assoluto, Marx finisce con l'attribuire a un mero momento la funzione dell'assoluto - che per Hegel si sviluppa dialetticamente ed è determinato a priori - rendendo così determinato a priori l'empirico, la struttura economica. Se poi Marx a ragione, nelle Tesi su Feuerbach, critica il materialismo volgare che concepisce metafisicamente l'oggetto come dato e il soggetto come ricettore dell'essenza oggetto, per Gentile egli a torto considera il pensiero una forma derivata dell'attività sensitiva. Il filosofo siciliano, fondatore dell'attualismo, teorizza essere l'atto del pensiero a porre l'oggetto, e quindi a crearlo.

## Rapporto tra marxismo e anarchismo
Sia secondo Bakunin e Proudhon che secondo Marx, bisogna superare il capitalismo ed abolire lo Stato in quanto sistemi gerarchici, ma secondo Marx bisogna passare prima attraverso una fase di transizione socialista chiamata “dittatura del proletariato”. Nonostante le somiglianze e l'unità tra le due fazioni, nell'Ottocento, tra queste vi erano continui scontri filosofici. Quando Proudhon pubblicò un volume intitolato Filosofia della Miseria, Marx rispose con il pamphlet Miseria della filosofia. Lo scontro tra anarchici e marxisti divampò all'interno dell'Associazione Internazionale dei Lavoratori (Prima Internazionale). Tra il 1871 e il 1872 Marx ed Engels riuscirono definitivamente a mettere gli anarchici in minoranza e a farli espellere dall'Internazionale.
Il più importante teorico anarchico del primo periodo è sicuramente il russo Michail Bakunin, che espose la sua dottrina per lo più in Stato e anarchia. Per Bakunin libertà e eguaglianza erano due obiettivi inscindibili. Lo Stato, con la sua divisione tra governati e governanti, tra chi possiede la cultura e chi esegue il lavoro fisico, era in sé stesso un apparato repressivo e doveva essere dissolto senza il passaggio per una fase intermedia.
Bakunin individuò i possibili equivoci alla nozione di Marx di dittatura del proletariato. Secondo Bakunin il marxismo era l'ideologia di quella che chiamava "élite della classe dominata", avviata a diventare classe dominante a sua volta e in particolare era l'ideologia degli intellettuali sradicati. La conquista del potere da parte dei marxisti, secondo Bakunin, avrebbe portato non alla libertà ma a una dittatura tecnocratica.
Il modello proposto da Bakunin era quello di una libera federazione di comuni, regioni e nazioni in cui i mezzi di produzione, collettivizzati, sarebbero stati direttamente nelle mani del popolo tramite un sistema di autogestione.
Engels rispose alle accuse in nella sua Critica del Programma di Gotha, spiegando perché non si possa abolire subito lo Stato e come sia necessario servirsene per sconfiggere il nemico e solo poi, raggiungere la libertà completa.
Idee simili a quelle di Bakunin furono sviluppate da Pëtr Kropotkin, suo connazionale, scienziato oltre che filosofo. Criticando il darwinismo sociale che fungeva da giustificazione alla competizione capitalistica e all'imperialismo, nel suo saggio Mutual Aid (1902) Kropotkin si propone di dimostrare come tra le specie animali prevalgano la cooperazione e l'armonia. Proprio cooperazione ed armonia, senza necessità di una stratificazione gerarchica, dovrebbero essere i principi dell'organizzazione sociale umana. Kropotkin prende ad esempio le poleis greche, i comuni medievali ed altre esperienze storiche come esempi di società autogestite. L'etica non dovrebbe essere imposta dalle leggi dello Stato ma scaturire spontaneamente dalla comunità. Come Bakunin, Kropotkin si augura la scomparsa dello Stato e l'instaurazione di un comunismo federalista, autogestito e decentrato. Il comunismo anarchico esacerberà il distacco da quello di matrice marxista-leninista nel XIX secolo, con contrapposizioni violente anche durante la rivoluzione sovietica.
Il modello proposto da Bakunin era quello di una libera federazione di comuni, regioni e nazioni in cui i mezzi di produzione, collettivizzati, sarebbero stati direttamente nelle mani del popolo tramite un sistema di autogestione.
Come abbiamo visto, in origine anarchismo e marxismo erano ideologicamente molto vicini, ma l'anarchismo si distaccò dal marxismo successivamente al socialismo reale (realizzato), in quanto esso era troppo lontano dalle loro idee libertarie. La repulsione nei confronti del socialismo reale, accusato di gravi mistificazioni del marxismo, e proposizione di un comunismo libertario dove la democrazia raggiunge i massimi livelli, sono condivise anche dai marxisti consiliaristi, luxemburghisti e comunisti di sinistra, i quali solitamente si definiscono autenticamente marxisti, accusando di antimarxismo quelle che loro considerano derive autoritarie.

## Critica di Keynes
Controverso e particolare è stato il rapporto tra John Maynard Keynes e Marx. Keynes giudicò sempre Marx e la sua dottrina in modo molto critico. Ne La fine del laissez-faire (1926), nel criticare il liberismo economico, Keynes osserva incidentalmente: 
(Keynes, 1926)

Del disprezzo (o comunque della poca stima) nutrito da Keynes nei confronti della dottrina marxista vi è traccia anche nella sua corrispondenza. Così, come recentemente notato da Marcuzzo nel 2005, in una lettera inviata a Sraffa, che gli aveva consigliato la lettura de Il capitale, Keynes ha scritto: 
(John Maynard Keynes a Piero Sraffa, 5 aprile 1932; SP : 03/11:65 53)
Nonostante il palese disprezzo di Keynes, molti autori rintracciano in Marx alcune anticipazioni del pensiero keynesiano. Così, ad esempio, la possibilità di crisi da sottoconsumo e la critica radicale della legge di Say.

## Popper e la falsificabilità delle teorie scientifiche
Per l'epistemologo Karl Popper, autore nel 1934 della Logica della scoperta scientifica, le teorie scientifiche, che non siano riproducibili in laboratorio, devono contenere in sé la possibilità di renderle falsificabili: il criterio dello stato scientifico di una teoria è la sua falsificabilità, confutabilità o controllabilità. Così, la teoria della relatività di Albert Einstein (elaborata dal 1905 al 1915) faceva predizioni che, se non confermate, avrebbero dimostrato l'erroneità della teoria; ma nell'eclisse avvenuta nel 1919 si poté misurare la curvatura della luce di una stella per effetto della gravitazione del Sole, curvatura prevista da Einstein; se l'osservazione avesse dato risultati diversi o persino se una qualsiasi futura osservazione darà risultati diversi, la teoria di Einstein si sarebbe dimostrata o si dimostrerà falsa.
Nella sua Miseria dello storicismo, del 1944, Popper sostiene che il marxismo, non tanto quello di Marx, il cui pensiero era influenzato dalla dialettica hegeliana e dallo scientismo del positivismo imperante, quanto quello dei suoi epigoni, non abbia validità scientifica perché ipotizza, per induzione derivante dall'osservazione storica del tramonto delle società succedutesi nel tempo (le società tribali, schiavistiche e feudali) che anche il capitalismo subirà la stessa sorte ma la verifica di quest'accadimento, che viene rimandato a un tempo indefinito, non è verificabile e controllabile:
(Karl R. Popper, La società aperta e i suoi nemici, vol. II, Hegel e Marx falsi profeti, dalla IV di copertina)

## Critiche della Chiesa cattolica

### Papa Pio IX
La prima condanna del comunismo da parte della Chiesa cattolica è contenuta nell'enciclica Qui pluribus (1846) di Papa Pio IX; in essa il pontefice condanna " quella nefanda dottrina del cosiddetto comunismo sommamente contraria allo stesso diritto naturale, la quale, una volta ammessa, porterebbe al radicale sovvertimento dei diritti, delle cose, delle proprietà di tutti, e della stessa società umana".

Papa Mastai-Ferretti reiterò la sua condanna nell'enciclica Nostis et nobiscum (1849), affermando:
[...] gli stessi maestri del Comunismo e del Socialismo, sebbene agiscano per via e con metodo diversi, hanno infine quel comune proposito di far sì che gli operai e gli altri uomini di condizione inferiore, ingannati dalle loro menzogne e illusi dalla promessa di una vita più agiata, si agitino in continue turbolenze e a poco a poco si addestrino a più gravi delitti; intendono poi valersi dell’opera loro al fine di abbattere il governo di qualunque superiore autorità, di rubare, saccheggiare, invadere dapprima le proprietà della Chiesa e poi quelle di tutti gli altri; di violare infine tutti i diritti divini ed umani, distruggendo il culto divino e sovvertendo l’intera struttura della società civile.
Simili condanne giunsero nelle allocazioni apostoliche Quibus quantisque malis (1849) e Singulari quadam (1854), nelle encicliche Quanto conficiamur (1863) e Quanta cura (1864) e nell'annesso Sillabo pubblicato insieme a quest'ultima.

### Papa Leone XIII
Nella sua enciclica Quod Apostolici Muneris (1878), Papa Leone XIII descrisse il comunismo come "peste distruggitrice, la quale, intaccando il midollo della società umana, la condurrebbe alla rovina". Nella successiva enciclica, Rerum Novarum (1891), Papa Pecci ribadisce la condanna del predecessore verso il comunismo ed il socialismo, ma, riconoscendo tuttavia l'esistenza di una questione operaia, elaborò una dottrina sociale in radicale contrapposizione col socialismo ateo marxista..

### Papa Pio XI
Papa Pio XI condannò con durezza il comunismo nell'enciclica Divini Redemptoris (1937), definendolo come "intrinsecamente perverso" e affermando:
«Dove il comunismo ha potuto affermarsi e dominare, — e qui Noi pensiamo con singolare affetto paterno ai popoli della Russia e del Messico — ivi si è sforzato con ogni mezzo di distruggere (e lo proclama apertamente) fin dalle sue basi la civiltà e la religione cristiana, spegnendone nel cuore degli uomini, specie della gioventù, ogni ricordo. Vescovi e sacerdoti sono stati banditi, condannati ai lavori forzati, fucilati e messi a morte in maniera inumana; semplici laici, per aver difeso la religione, sono stati sospettati, vessati, perseguitati e trascinati nelle prigioni e davanti ai tribunali»
Ulteriori condanne giunsero nelle encicliche Miserentissimus Redemptor (1928), Quadragesimo Anno (1931), Caritate Christi Compulsi (1932), Acerba Animi (1932) e Dilectissima Nobis (1933).

### Papa Pio XII
In un decreto del Sant'Uffizio del 1949 approvato da Papa Pio XII, si sancì che chiunque fosse iscritto al Partito Comunista Italiano, al Partito Socialista Italiano ed alle organizzazioni ad esso collegate era scomunicato latae sententiae. Simile condanna colpiva coloro che sostenevano tali partito od associazioni, pur non essendone parte.

### Papa Giovanni Paolo II
Papa Giovanni Paolo II fu particolarmente attivo nella lotta contro il comunismo, che condannò nella maniera più totale, fino al punto di bollarlo come "ombra gemella" del nazismo e, di fatto, una delle "infami ideologie responsabili di quella sorta di apocalisse della quale sono stato testimone nella mia giovinezza". Gli storici ritengono che l'attivismo di Papa Wojtyła abbia dato un significativo contributo alla caduta del Patto di Varsavia ed alla successiva dissoluzione dell'Unione Sovietica.

### Papa Benedetto XVI
Papa Benedetto XVI, nell'enciclica Spe Salvi, ha dichiarato: «Marx non ha solo mancato di ideare gli ordinamenti necessari per il nuovo mondo: di questi, infatti, non doveva più esserci bisogno. Che egli di ciò non dica nulla, è logica conseguenza della sua impostazione. Il suo errore sta più in profondità. Egli ha dimenticato che l'uomo rimane sempre uomo. Ha dimenticato l'uomo e ha dimenticato la sua libertà. Ha dimenticato che la libertà rimane sempre libertà, anche per il male. Credeva che, una volta messa a posto l'economia, tutto sarebbe stato a posto. Il suo vero errore è il materialismo: l'uomo, infatti, non è solo il prodotto di condizioni economiche e non è possibile risanarlo solamente dall'esterno creando condizioni economiche favorevoli», aggiungendo che «Marx ha indicato con esattezza come realizzare il rovesciamento. Ma non ci ha detto come le cose avrebbero dovuto procedere dopo».
Critiche di questa natura erano già state formulate al tempo della pubblicazione de Il capitale: nella prefazione alla seconda edizione del saggio infatti, il 24 gennaio 1873, Marx citava ironicamente la Revue positiviste di Parigi che lo rimproverava di «essermi limitato a una scomposizione puramente critica del dato, invece di prescrivere ricette (comtiane?) per la trattoria dell'avvenire».